# Lorenzo di Tebaldo
Lorenzo di Tebaldo (... – XII secolo) è stato uno scultore italiano.
Lorenzo di Tebaldo è il secondo membro di quei magistri marmorari romani della famosa bottega cosmatesca omonima (Cosmati). La più antica testimonianza epigrafica che si conosce lo attesta insieme a colui che è creduto essere il padre, Tebaldo. Tale iscrizione si trovava nella chiesa romana di Santo Stefano del Cacco e fu osservata e trascritta da un autore denominato Terribilini che la riportò in un codice della biblioteca Casanatense (T. X, XXI, XI, 10, c. 103) con questo tenore:
IOHANNES ARCHIPRESBITER BONORVM / VIRORVM AVXILIO HOC OPVS / A LAVRENTIO FILIO THEBALDI /FIERI FECERVNT ANNO DNI / MC.LXII. INDICT. X.
Il Creti, nel suo libro In Marmoris Arte Periti, La Bottega cosmatesca di Lorenzo tra il XII e il XIII secolo, ed. Quasar, Roma, 2009, pag. 15, note 2 e 3., riferisce che non vi è ragione per dubitare della paternità del Thebaldi menzionato ed il filio Laurentio, per il fatto che all'epoca in cui l'epigrafe fu incisa, non risultano altri nomi di marmorari denominati Lorenzo. Questa scarna notizia documentale-epigrafica, si pone all'inizio della genealogia dei Cosmati, assumendo quindi Tebaldo marmoraro quale capostipite della famiglia e il figlio Lorenzo quale documentato continuatore a partire dalla metà del XII secolo.
A Lorenzo sono legate opere di grande prestigio che egli stesso firmò con il figlio Iacopo ad iniziare dal 1185 che è la data incisa su un architrave eseguito dai maestri per la cattedrale di Segni e che per ora segna anche la testimonianza più antica, l'inizio della collaborazione tra padre e figlio. Suo è l'ambone che ancora oggi si ammira sul presbiterio della basilica di Santa Maria in Aracoeli. Uno dei pochi reperti che conserva quasi intatta l'opera musiva di intarsio delle paste vitree che colorano le colonnine tortili. I due maestri sono attestati ancora insieme a Santa Maria di Falleri e a Subiaco dove tutta la famiglia dei Cosmati ebbe un ruolo principale nell'architettura e nelle decorazioni del Sacro Speco e del monastero di Santa Scolastica, dove c'è ancora il chiostro denominato "dei Cosmati".
Tracce della loro opera si riscontrano nel pavimento cosmatesco conservato nelle Grotte Vaticane e in quelli rimontati della Cappella Sistina e della Stanza della Segnatura in Vaticano. Durante il pontificato di Innocenzo III, la bottega cosmatesca raggiunse forse l'apice della magnificenza artistica. Numerose furono le committenze ricevute, tra le quali si ricordano alcune splendide colonne di arredo presbiteriale provenienti dalla basilica romana di San Bartolomeo all'Isola; il portale della chiesa di San Saba, il pavimento della cattedrale di Ferentino, ma soprattutto le opere della cattedrale di Civita Castellana che è forse il monumento più importante dei Cosmati, terminato nel 1210.
Lorenzo di Tebaldo ci ha lasciato una eredità cosmatesca dall'impronta molto personale che può essere letta e riconosciuta nei dettagli delle sue opere. Nei pavimenti, come in ogni altro genere di arredo da lui eseguiti, si scorgono gli elementi di quella classicità romana, della sobrietà legata a doppio filo con i canoni stilistici della Roma Imperiale: come l'uso dei grandi porfidi contenuti in semplici rettangoli o quadrati che generano figure semplici ed eleganti per la formazione di plutei da inserire oltre che nelle cornici di amboni e della schola cantorum, anche a decorazione delle fasce centrali pavimentali, come se ne vedono tante a Roma. Il suo stile è ancora conforme al precosmatesco del padre Tebaldo, ma si rinnova attraverso la modernità del ridimensionamento cauto dei moduli, sia semplici che complessi, dei patterns per le partizioni reticolari e dei singoli elementi centrali, come i quincuxes e le guilloche. Ciò si vede chiaramente nei pavimenti romani dove i quincuxes pur essendo ancora grandi rispetto a quelli realizzati dal figlio Iacopo a Ferentino e da Cosma ad Anagni, sono una via di mezzo rispetto a quelli giganteschi eseguiti secondo i canoni del primo XII secolo (S. Pietro alla Carità a Tivoli, San Marco a Roma, S. Maria in Cosmedin, ecc.). E questi possono essere i quincuxes del tipo che si vedono nel Sancta Sanctorum del Laterano, a San Lorenzo fuori le Mura, a S. Maria in Trastevere, a S. Crisogono, a S. Benedetto in Piscinula, ecc.
Tra le tracce inconfondibili del maestro Lorenzo, si scorge il generoso uso del giallo antico, in contrapposizione armonica e cromatica con gli eleganti e freddi serpentini, a decorazione dei purpurei dischi porfiretici di porfidi rossi. Nelle sue opere si trova sempre un uso sapiente del giallo antico, specie nelle decorazioni minute di triangolini nelle fasce dei quincuxes o delle guilloche. Forse suo è anche il modulo di quadrati medi di giallo antico scorniciati da piccole fasce musive, come se ne vedono spesso nelle basiliche romane. Lorenzo è il primo e più importante magister della famiglia dei Cosmati, almeno per quanto ci è pervenuto e per ciò si può ammirare della sua opera artistica che esprime in pieno lo spirito dell'anima latina che volle forgiare nei marmi della rinascita della Roma Cristiana alla fine del XII secolo.